# Elektroskop
Ein Elektroskop ist ein Gerät zum Nachweis elektrischer Ladungen und Spannungen. Seine Funktionsweise beruht auf der Anziehung und Abstoßung elektrischer Ladungen. Es zählt zu den elektrostatischen Spannungsmessgeräten. Ein Elektroskop mit kalibrierter Skale nennt man auch Elektrometer. Mit ihm können elektrische Ladungen und Spannungen nicht nur nachgewiesen, sondern auch gemessen werden. Das erste Elektroskop in einer sehr frühen Bauform, bestehend aus einer drehbar gelagerten Nadel auf einer Spitze, dem sogenannten Versorium, wurde um das Jahr 1600 von William Gilbert entwickelt.
Zum nahezu stromlosen Messen kleiner elektrischer Spannungen siehe auch Elektrometerverstärker. Zur leistungslosen Messung der elektrischen Feldstärke kann ein Rotationsvoltmeter (auch „Feldmühle“ genannt) verwendet werden.

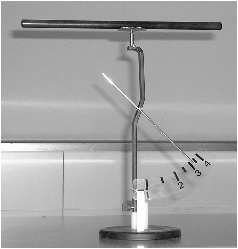
Zeigerelektroskop

## Funktionsbeschreibung

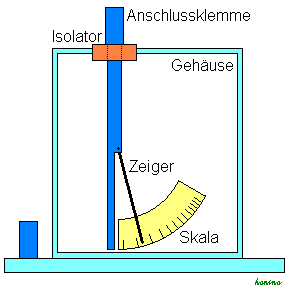
Aufbau eines Elektroskops

Die Funktion wird am Beispiel eines Zeigerelektroskopes (Braunsches Elektroskop) beschrieben. Durch die beiden Anschlüsse wird erreicht, dass die zu messende Spannung zwischen dem Gehäuse und dem senkrechten Stab anliegt. Der Stab selbst ist leitfähig. Da er isoliert durch das Gehäuse geführt ist, können keine Ladungen vom Stab auf das Gehäuse abfließen. Da auch der am Stab drehbar angebrachte Zeiger aus leitfähigem Material besteht, lädt er sich gleichnamig zum Stab auf, er wird vom Stab abgestoßen (und vom Gehäuse angezogen), der Zeiger schlägt aufgrund dieser elektrostatischen Kraft aus. Der Zeiger bewegt sich so weit in die Höhe, bis das von der Schwerkraft erzeugte Drehmoment dasjenige der elektrostatischen Kraft kompensiert. Die Skala ist, wenn eine Skalierung vorgenommen wurde, mit Werten der elektrischen Spannung beschriftet.
Elektroskope messen stromlos, d. h., sie basieren auf der Elektrostatik. In das Messgerät fließt während der Gleichspannungsmessung im Idealfall kein Strom, der das Messobjekt belasten und so die Messung verfälschen könnte. Genaugenommen fließt jedoch zu Beginn kurz ein Strom, um die Eigenkapazität des Gerätes aufzuladen. Beim Entfernen der Spannung bleibt das Elektroskop daher geladen. Erst wenn man für ein Abfließen der Ladung sorgt (z. B. durch Kurzschließen gegen das Gehäuse), kehrt der Zeiger infolge der Schwerkraft wieder in die Ruhelage zurück.
Mit der Zeit geht jedoch Ladung durch Leckströme verloren, sodass der Zeigerausschlag auch ohne Kontaktierung langsam wieder zurückgeht. Bei Umladungen auf eine gleich große Spannung entgegengesetzter Polarität geht der Zeiger zurück und schlägt wieder gleich weit aus. Ist die mechanische Trägheit des Zeigers zu groß, so erreicht er seine Nulllage nicht, sondern zuckt nur kurz.
Da das Instrument unabhängig von der Polarität arbeitet, eignet es sich auch für die Anzeige von Wechselspannungen. Allerdings bildet es dabei durch die Kapazität einen Blindwiderstand und kann nicht stromlos messen: Durch die ständige Umladung fließen Verschiebungsströme.
Die Wirkungen der elektrostatischen Kraft und der Schwerkraft hängen nichtlinear vom Ausschlag des Zeigers ab. Ein großer Ausschlag bis nahe 90° Auslenkung ist nur bei großen Ladungen erreichbar.

## Bauformen

### Zeigerelektroskop
Die einfachste Bauform ist das Zeigerelektroskop, sie wird auch am häufigsten verwendet. Nach ihrem Erfinder Karl Ferdinand Braun wird sie auch Braun-Elektroskop oder Braunsches Elektroskop genannt. Es besteht im Wesentlichen aus einem isoliert aufgestellten Metallstab, an dem ein Metallzeiger befestigt ist, dessen Schwerpunkt unterhalb des Drehpunkts liegt. Wenn auf diese Anordnung eine elektrische Ladung gebracht wird, stoßen sich Stab und Zeiger ab und der Zeiger wird ausgelenkt. Je größer die Ladung, desto größer ist die Zeigerauslenkung.

### Doppelzeiger-Elektroskop
Empfindliche Geräte verwenden statt eines Einzelzeigers oft auch Doppelzeiger. Dadurch kann die Rückstellkraft (Erdanziehung) des ähnlich einer Waage nahezu ausbalancierten Zeigers sehr gering gehalten werden. Dadurch wird es aber auch empfindlicher gegen Fremdeinflüsse, wie etwa Erschütterungen oder Luftströmungen. Doppelzeigerinstrumente sind daher meist relativ massiv aufgebaut und durch Glasplatten gekapselt.
Doppelzeiger-Elektroskope reagieren bereits auf kleine, z. B. durch Reiben von Kunststoffgegenständen an Textilien oder Fell erzeugte, elektrostatische Ladungen (Reibungselektrizität). Hält man den geriebenen Kunststoffgegenstand an das Elektrometer, geht ein Teil seiner Ladung auf die Zeigeranordnung über und man beobachtet einen Zeigerausschlag.

### Folien-Elektroskop

Elektroskop mit gefalteter Folie als Anzeige

Diese auch „Blättchenelektroskop“ genannte Bauform besteht aus einem gefalteten Gold-, Aluminium- oder Kupferfolienstreifen, der ggf. im Vakuum über einen Drahtbügel gehängt ist. Wird das Gerät aufgeladen, spreizen sich die Folienhälften v-förmig auseinander. Diese Anordnung ist ebenfalls sehr empfindlich, jedoch lässt sich daran keine Skala anbringen - die Folienstreifen sind zu leicht und flexibel und würden sich an die Skala anlegen oder von ihr gestört werden.
Die beiden Folienhälften sollen im spannungslosen Zustand einen gewissen Mindestabstand aufweisen, sodass sich ihre Innenflächen nicht berühren. Ansonsten könnten sie auch bei anliegender Spannung aneinander kleben bleiben, was bei einer sicherheitsrelevanten Anwendung nicht akzeptabel ist.
Der Ausschlag nimmt bei geringerer Foliendicke bzw. -masse zu. Die Folienbreite hat abgesehen von der erhöhten elektrischen Kapazität keinen Einfluss auf den Ausschlag. Die Folienlänge dagegen beeinflusst vor allem die Form und damit die Sichtbarkeit der Ausfaltung.

### Faden-Elektrometer
Fadenelektrometer nach Wulf verwenden einen oder zwei mit einem Bügel leicht gespannte Fäden, die sich bei Anlegen einer Spannung spreizen.

### Erdpotentialfreie (bipolare) Elektroskope
Zeiger-Elektroskope sind auch in bipolarer, d. h. symmetrischer (ungeerdeter) Ausführung herstellbar, z. B. mittels isolierter Lagerung des Zeigers zwischen zwei gegenüber Erdpotential isolierten Elektroden. Sie sind jedoch unpraktischer, da sie nach dem Prinzip der Anziehung arbeiten und die Kraft bei Annäherung ebenfalls steigt, sodass die Skala ungünstig eingeteilt ist. Weiterhin besteht eher die Gefahr eines Überschlags (Funke) durch den sich den Elektroden nähernden Zeiger.

#### Bauform nach Bohnenberger
In einer Bauform nach Bohnenberger kann man anhand der Lageänderung eines zwischen zwei Plattenelektroden hängenden Goldplättchens Spannungen vergleichen bzw. Differenzspannungen zwischen den Elektroden nachweisen. Bei einer Spannungsdifferenz entsteht ein Drehmoment, welches das Plättchen aus seiner Ruhelage (parallel zu den Platten) auslenkt und es mit seiner Ebene in Richtung der elektrischen Feldlinien ausrichtet. Die Länge des elektrischen Feldes zwischen den Platten wird verkürzt. Bohnenbergers Gerät ist somit ein Vergleicher – eine Skala ist auch in diesem Gerät nicht realisierbar, da sie das Feld stören würde.

#### Flatterblatt-Elektroskop

Animation eines Flatterblatt-Elektroskops

Das Flatterblatt-Elektroskop ist eine Variante des Zamboni-Pendels und gehört wie dieses zu den elektrostatischen Pendeln. Da dieses Gerät wie jene Ladungen transportiert, arbeitet es nicht leistungslos und gehört somit eigentlich nicht zu den elektrostatischen Messgeräten. Beim Flatterblatt-Elektroskop handelt es sich um einen mit Luft isolierten senkrecht stehenden Kondensator, zwischen dessen gegen Erde isolierten Platten ein rechteckiges Metallplättchen elektrisch isoliert auf seiner unteren Kante steht. Wenn das Plättchen zu einer der Kondensatorplatten kippt, nimmt es deren Ladung an und wird deshalb vom elektrostatischen Feld zur anderen Platte hin gekippt, wo sich seine Ladung und seine Bewegungsrichtung wieder umkehren.

### Kapillarelektrometer
Diese Bauform nutzt als Messprinzip die physikalische Eigenschaft der Oberflächenspannung einer Quecksilbersäule in einem Kapillarröhrchen, die oben mit verdünnter Schwefelsäure bedeckt ist.

### Spannungswaage
Bei der Spannungswaage, auch als „absolutes Elektrometer“ bezeichnet, handelt sich um eine Balkenwaage, deren eine Last eine Kondensatorplatte ist. Die Änderung der Kraft an der Kondensatorplatte infolge des elektrischen Feldes wird dabei direkt mit der Gewichtskraft einer bekannten Masse verglichen.

## Energiebilanz
Elektrometer arbeiten mechanisch, der Zeigerausschlag bedeutet mechanische Arbeit. Daraus folgt, dass bei Betrieb des Geräts elektrische Energie in das Gerät hineingeflossen sein muss. Die meiste Energie steckt in der Ladung des Aufbaues (der Eigenkapazität) und wird nicht umgewandelt. Ein Teil wird jedoch zu kinetischer Energie (Zeiger bewegt sich) und potentieller Energie (Zeigerausschlag). Während die potentielle Energie bei Entladung wieder in elektrische Energie umgewandelt wird, kann die kinetische Energie durch unelastische Stöße sowie Luft- und Lagerreibung in Wärme verwandelt werden. Ein Teil der Energie kann auch in die plastische Verformung der Folien fließen.
Der Stromfluss der Ladungsverschiebung verursacht dagegen aufgrund des vergleichsweise geringen elektrischen Widerstandes der Zeiger und der Aufhängung keine nennenswerten Verluste. Der Stromfluss erzeugt zwar ein magnetisches Feld, aber auch dieses spielt für die Energiebilanz keine Rolle.
Die ständig auch im stationären Zustand verlorengehende Energie wird durch die Leckströme abgeführt. Diese umfassen einerseits Ströme durch die nicht idealen Isolatoren (Wärme) und andererseits Ladungsverluste durch ionisierte, sich entfernende und rekombinierende Luft- und Wassermoleküle sowie Staubpartikel.

## Historische Bedeutung

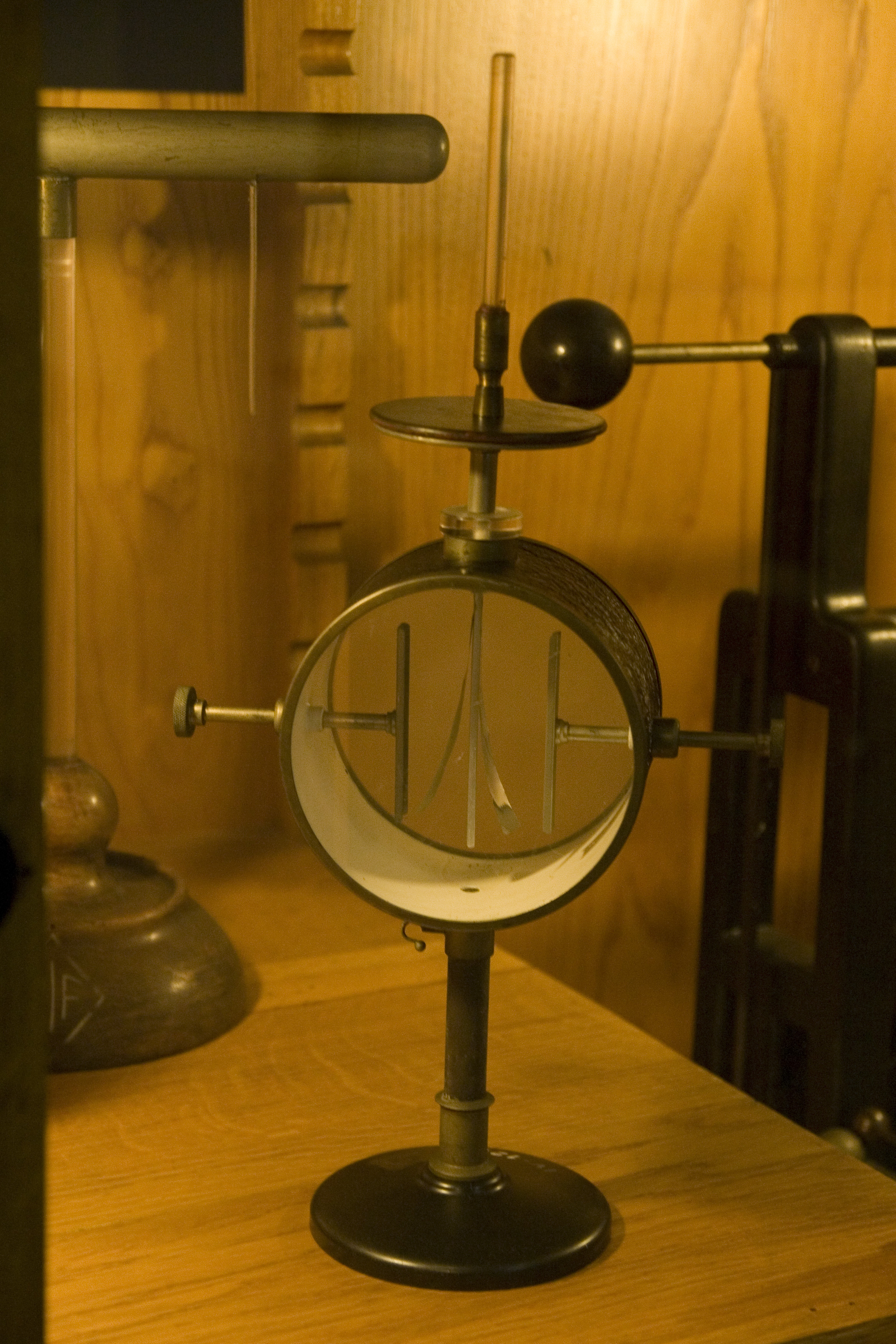
Historisches Goldfolien-Elektroskop

Die Entdeckung des Radiums und Poloniums gelang Marie und Pierre Curie mit Hilfe eines einfachen Elektroskops. Dieses zeigt nicht direkt die ionisierende Strahlung, die Geschwindigkeit der Entladung wird jedoch durch ionisierende Strahlung und die damit verbundene Zunahme der Leitfähigkeit der Luft beschleunigt. Damit sind Rückschlüsse auf die Radioaktivität möglich. Dieses Prinzip wird z. B. in Dosimetern verwendet.
Auch Messungen der Luftelektrizität (Feldstärke in der Atmosphäre, mit oder ohne Gewitter) sowie Experimente mit Ultraviolettstrahlung wurden mit Elektrometern durchgeführt.